# Холидис, Хараламбос
Хараламбос Холидис (греч. Χαράλαμπος Χολίδης; 1 октября 1956, Гурьев — 26 июня 2019, Афины) — греческий борец греко-римского стиля, двукратный призёр Олимпийских игр, призёр чемпионатов мира и Европы.

## Биография
Родился в Казахстане в 1956 году, вместе с семьёй эмигрировал в Грецию, приехав туда 8 июня 1965 года. Начал заниматься борьбой в 1968 году в Афинах.
В 1971 году, в 15-летнем возрасте, завоевал титул чемпиона Греции. В 1972 году вошёл в сборную команды Греции.
В 1973 году Хараламбос Холидис, которому только исполнилось 17 лет, выступил на чемпионате мира и вошёл в шестёрку сильнейших; на чемпионате Европы был одиннадцатым. В 1974 году остался четвёртым на чемпионате Европы и седьмым на чемпионате мира. В 1975 году был шестым на чемпионате Европы, девятым на чемпионате мира и завоевал серебряную медаль Средиземноморских игр в вольной борьбе. В 1976 году завоевал бронзу чемпионата Европы.
На Летних Олимпийских играх 1976 года в Монреале боролся в наилегчайшем весе (до 52 килограммов). Регламент турнира был с начислением штрафных баллов; за чистую победу штрафные баллы не начислялись, за победу с явным преимуществом начислялось 0,5 штрафных балла, за победу по очкам 1 балл, за поражение с явным преимуществом соперника 3,5 балла и за чистое поражение 4 балла. Как и прежде, борец, набравший 6 штрафных баллов, из турнира выбывал. Титул оспаривали 17 борцов.
Проиграв две встречи, Хараламбос Холидис из турнира выбыл.
| Выступление на Олимпийских играх 1976 года | Выступление на Олимпийских играх 1976 года | Выступление на Олимпийских играх 1976 года | Выступление на Олимпийских играх 1976 года | Выступление на Олимпийских играх 1976 года | Выступление на Олимпийских играх 1976 года | Выступление на Олимпийских играх 1976 года | Выступление на Олимпийских играх 1976 года |
| Круг                                       | Соперник                                   | Страна                                     | Результат                                  | Счёт                                       | Баллы                                      | Всего баллов                               | Время схватки                              |
| ------------------------------------------ | ------------------------------------------ | ------------------------------------------ | ------------------------------------------ | ------------------------------------------ | ------------------------------------------ | ------------------------------------------ | ------------------------------------------ |
| 1                                          | Лайош Рац                                  | Венгрия                                    | Поражение                                  | 9-13                                       | -3                                         | -3                                         | 9:00                                       |
| 2                                          | Брюс Томпсон                               | Соединённые Штаты Америки                  | Поражение                                  | Туше                                       | -4                                         | -7                                         | 7:23                                       |

В 1977 году победил на Средиземноморских играх, на чемпионате мира остался пятым, на чемпионате Европы одиннадцатым. В 1978 году завоевал «бронзу» чемпионата мира. В 1979 году был седьмым на чемпионате мира и вновь был первым на Средиземноморских играх. После этих игр перешёл в легчайший вес, однако на Олимпийских играх выступал в прежнем весе, что, по словам борца, было очередной ошибкой, так как ему для попадания в эту категорию приходилось, как и на прошлых играх, сгонять вес.
На Летних Олимпийских играх 1980 года в Москве боролся в наилегчайшем весе (до 52 килограммов). Регламент турнира оставался прежним. Титул оспаривали 10 борцов.
Встречи с будущим бронзовым призёром игр Младеном Младеновым и чемпионом Вахтангом Благидзе Хараламбос Холидис чисто проиграл и выбыл из турнира.
| Выступление на Олимпийских играх 1980 года | Выступление на Олимпийских играх 1980 года | Выступление на Олимпийских играх 1980 года | Выступление на Олимпийских играх 1980 года | Выступление на Олимпийских играх 1980 года | Выступление на Олимпийских играх 1980 года | Выступление на Олимпийских играх 1980 года | Выступление на Олимпийских играх 1980 года |
| Круг                                       | Соперник                                   | Страна                                     | Результат                                  | Счёт                                       | Баллы                                      | Всего баллов                               | Время схватки                              |
| ------------------------------------------ | ------------------------------------------ | ------------------------------------------ | ------------------------------------------ | ------------------------------------------ | ------------------------------------------ | ------------------------------------------ | ------------------------------------------ |
| 1                                          | Младен Младенов                            | Болгария                                   | Поражение                                  | Туше                                       | -4                                         | -4                                         | 8:28                                       |
| 2                                          | Вахтанг Благидзе                           | Союз Советских Социалистических Республик  | Поражение                                  | Туше                                       | -4                                         | -8                                         | 2:43                                       |

В 1981 году был восьмым на Гран-при Германии, пятым на чемпионате мира и одиннадцатым на чемпионате Европы. В 1982 году был шестым на чемпионате мира, пятым на Гран-при Германии и стал бронзовым призёром розыгрыша Кубка мира. В 1983 году завоевал звание чемпиона мира среди военнослужащих, стал серебряным призёром чемпионата Европы, на Средиземноморских играх остался пятым.
На Летних Олимпийских играх 1984 года в Лос-Анджелесе боролся в легчайшем весе (до 57 килограммов). Регламент турнира оставался прежним, с начислением штрафных баллов. Участники турнира, числом в 16 человек в категории, были разделены на две группы. За победу в схватках присуждались баллы, от 4 баллов за чистую победу и 0 баллов за чистое поражение. Когда в каждой группе определялись три борца с наибольшими баллами (борьба проходила по системе с выбыванием после двух поражений), они разыгрывали между собой места в группе. Затем победители групп встречались в схватке за первое-второе места, занявшие второе место — за третье-четвёртое места, занявшие третье место — за пятое-шестое места.
Хараламбос Холидис успешно вышел в финал своей группы. Первую встречу у Бенни Юнгбека он выиграл, а во второй при равном количестве баллов уступил по дополнительным критериям (лучшие результаты в предшествующих встречах) японцу Масаки Это. Во встрече за бронзовую медаль победил.
| Выступление на Олимпийских играх 1984 года | Выступление на Олимпийских играх 1984 года | Выступление на Олимпийских играх 1984 года | Выступление на Олимпийских играх 1984 года | Выступление на Олимпийских играх 1984 года | Выступление на Олимпийских играх 1984 года | Выступление на Олимпийских играх 1984 года | Выступление на Олимпийских играх 1984 года |
| Круг                                       | Соперник                                   | Страна                                     | Результат                                  | Счёт                                       | Баллы                                      | Всего баллов                               | Время схватки                              |
| ------------------------------------------ | ------------------------------------------ | ------------------------------------------ | ------------------------------------------ | ------------------------------------------ | ------------------------------------------ | ------------------------------------------ | ------------------------------------------ |
| 1                                          | Абдель Латиф Халаф                         | Египет                                     | Победа                                     | 14-0 За явным преимуществом                | 4                                          | 4                                          | 2:43                                       |
| 2                                          | Али Лачкар                                 | Марокко                                    | Победа                                     | 2-0                                        | 3                                          | 7                                          | 9:00                                       |
| 3                                          |                                            |                                            |                                            |                                            | 3                                          | 7                                          |                                            |
| Финал группы «A» (встреча 1)               | Бенни Юнгбек                               | Швеция                                     | Победа                                     | 5-2                                        | 3                                          | 3                                          | 9:00                                       |
| Финал группы «A» (встреча 2)               | Масаки Это                                 | Япония                                     | Поражение                                  | 6-6 (по доп.критериям)                     | 1                                          | 4                                          | 9:00                                       |
| За третье место                            | Никулае Замфир                             | Румыния                                    | Победа                                     | 2-1                                        |                                            |                                            | 9:00                                       |

В 1985 году стал чемпионом турнира World Super Championship, а на чемпионате мира был четвёртым. В 1986 году стал серебряным призёром чемпионата Европы и бронзовым призёром чемпионата мира. В 1987 году остался одиннадцатым на чемпионате мира и шестым на чемпионате Европы. В 1987 году перенёс операцию на колене и, как говорил сам борец, «поехал в Сеул на одной ноге». В 1988 году вновь был шестым на чемпионате Европы.
На Летних Олимпийских играх 1988 года в Сеуле боролся в категории до 57 килограммов (легчайший вес). Участники турнира, числом в 21 человек в категории, были разделены на две группы. За победу в схватках присуждались баллы, от 4 баллов за чистую победу и 0 баллов за чистое поражение. В каждой группе определялись четыре борца с наибольшими баллами (борьба проходила по системе с выбыванием после двух поражений), они разыгрывали между собой места с первое по восьмое. Победители групп встречались в схватке за первое-второе места, занявшие второе место — за третье-четвёртое места и так далее.
Хараламбос Холидис дошёл до финала в группе, где уступил болгарину Стояну Балову. Во встрече за третье место победил и стал двукратным бронзовым призёром Олимпийских игр.
На этих играх был знаменосцем сборной команды Греции.
| Выступление на Олимпийских играх 1988 года | Выступление на Олимпийских играх 1988 года | Выступление на Олимпийских играх 1988 года | Выступление на Олимпийских играх 1988 года | Выступление на Олимпийских играх 1988 года | Выступление на Олимпийских играх 1988 года | Выступление на Олимпийских играх 1988 года | Выступление на Олимпийских играх 1988 года |
| Круг                                       | Соперник                                   | Страна                                     | Результат                                  | Счёт                                       | Баллы                                      | Всего баллов                               | Время схватки                              |
| ------------------------------------------ | ------------------------------------------ | ------------------------------------------ | ------------------------------------------ | ------------------------------------------ | ------------------------------------------ | ------------------------------------------ | ------------------------------------------ |
| 1                                          | Александр Шестаков                         | Союз Советских Социалистических Республик  | Победа                                     | Дисквалификация (пассивность)              | 3                                          | 3                                          | 5:07                                       |
| 2                                          | Бенни Юнгбек                               | Швеция                                     | Победа                                     | Дисквалификация (пассивность)              | 3                                          | 6                                          | 5:22                                       |
| 3                                          | Хо Бён Хо                                  | Республика Корея                           | Победа                                     | 7-4                                        | 3                                          | 9                                          | 6:00                                       |
| 4                                          | Энтони Амадо                               | Соединённые Штаты Америки                  | Победа                                     | Туше                                       | 4                                          | 13                                         | 2:49                                       |
| 5                                          |                                            |                                            |                                            |                                            | 4                                          | 13                                         |                                            |
| 6                                          | Стоян Балов                                | Болгария                                   | Поражение                                  | 0-8                                        | 1                                          | 4                                          | 6:00                                       |
| За третье место                            | Ян Чанлинь                                 | Китай                                      | Победа                                     | 6-1                                        |                                            |                                            | 6:00                                       |

После игр оставил большой спорт. Во время активной карьеры был военнослужащим. По окончании карьеры стал тренером, с 1990 года тренировал юношескую сборную, с 1998 по 2000 год был главным тренером сборной Греции, затем являлся одним из тренеров сборной Греции.
Хараламбос Холидис отмечал: «если бы я тренировался в лучшей борцовской школе, как в Советском Союзе или Болгарии, я бы по крайней мере в течение 10 лет был бы непобедим. Условия тренировок в Греции были не лучшими».